# لورا بينيت (مصمم أزياء)
لورا بينيت (بالإنجليزية: Laura Bennett)‏ (و. 1963  م) هي مصممة أزياء، ومهندسة معمارية أمريكية، ولدت في نيو أورلينز.

## التعليم
تعلمت في جامعة هيوستن، وتعلمت في Columbia Graduate School of Architecture, Planning and Preservation ‏
.

## وصلات خارجية
- لورا بينيت على موقع IMDb (الإنجليزية)
- لورا بينيت على موقع قاعدة بيانات الفيلم (الإنجليزية)

- لورا بينيت في قاعدة بيانات الأفلام على الإنترنت